# Hirtenwiese im Lützelsoon
Koordinaten: 49° 50′ 2″ N, 7° 25′ 48″ O
Das Naturschutzgebiet Hirtenwiese im Lützelsoon ist das kleinste Naturschutzgebiet im Landkreis Bad Kreuznach in Rheinland-Pfalz.
Das 0,8 ha große Gebiet, das im Jahr 1960 unter Naturschutz gestellt wurde, erstreckt sich östlich der Ortsgemeinde Bruschied und nördlich der Ortsgemeinde Hennweiler. Unweit südlich verläuft die Kreisstraße 5, westlich verläuft die Landesstraße 184.
Die Wiese darf durch ein jahreszeitlich nicht allzu frühes Mähen des Grasaufwuchses zum Zwecke der Heu- bzw. Grummeternte wirtschaftlich genutzt werden.